# Пунья Мантанипутта
Пурна Майтраянипутра, Пунья Мантанипутта (IAST: Pūrṇa Maitrāyanīputra , пали Puṇṇa Mantānīputta, кит. 富楼那弥多罗尼子)  был архатом и одним из десяти главных учеников Гаутамы Будды. Известен прежде всего своими проповедями Дхармы. 

## Жизнь
Пунья Мантанипутта родился в Донаваттху, недалеко от Капилаваттху, в семье брахманов . Его матерью была Мантани (или Майтраяна), сестра дост. Анна Конданья, который посвятил его в монахи и стал его учителем. Ананда после своей первой вассы упоминает, что Пунья оказал на него большое влияние (Ананда сутта СН 22.83), благодаря которому он смог стать сотапанной.
Шарипутра впервые услышал о Пунье во время беседы между Татхагатой и группой его земляков-монахов, которые восхваляли Пунью за многие достоинства. Затем Шарипутра встретился с Пуньей в Саваттхи и будучи инкогнито спросил его о целях ведения святой жизни. В качестве ответа Пунья использовал аналогию с перекладными колесницами. Затем оба раскрыли свои имена и возрадовались благим словам друг друга (Ратхавинита сутта МН 24).

## Другие бхикшу, называемые Пунья

### Пунья Суньяпарантака
Достопочтенный Пунья Суньяпарантака был вайшьей, купцом родом из Суньяпаранта, который стал монахом, услышав проповедьБудды, когда он проходил через Саваттх в ходе одного из своих путешествий. Когда Будда спросил его, что бы он подумал, если бы люди напали на него или убили его, каждый раз Пуна Суньяпарантака объяснял, что ему повезло, эти люди прекрасны, поскольку не поступают ещё хуже. В результате Будда похвалил Пунью Суньяпарантаку за его самообладание и миролюбие. Далее Пунья Суньяпарантака утвердил в практике учения Будды тысячу последователей. После смерти Суньяпарантаки Будда понял, что тот достиг окончательной Ниббаны.